# ザ・パイレーツ! バンド・オブ・ミスフィッツ
『ザ・パイレーツ! バンド・オブ・ミスフィッツ』（原題：The Pirates! Band of Misfits）は、2012年4月27日にアメリカ合衆国より公開された長編3Dストップモーション・アニメーション映画作品。イギリスは同年3月28日に先行公開。ギデオン・デフォーの小説作品『ザ・パイレーツ!』シリーズの第1巻「ザ・パイレーツ! イン・アン・アドベンチャー・ウィズ・サイエンティスツ」（The Pirates! in an Adventure with Scientists）を忠実にアニメ映画化している。ピーター・ロードとジェフ・ニュイットが本作の監督を担当する。「年間最優秀海賊賞」を争奪するために、海賊のキャプテンが自らの相手と対決する物語を描いたコメディ・アクション作品。映画は第85回アカデミー賞長編アニメ部門にノミネートされた。
日本では2012年8月23日から8月27日までに開催された第14回広島国際アニメーションフェスティバルにて、8月24日に行われたピーター・ロード特集の中で英語音声・日本語字幕版が上映された。劇場公開、およびDVD販売は2025年現在も未定のままである。

## キャスト
- ヒュー・グラント：海賊船長
- イメルダ・スタウントン：ヴィクトリア女王
- マーティン・フリーマン：スカーフをかぶった海賊
- デイヴィッド・テナント：チャールズ・ダーウィン
- ジェレミー・ピヴェン：ブラック・ベラミー
- サルマ・ハエック：カトラス・リズ
- レニー・コンリー：ペグレッグ・ヘイスティングス
- ブライアン・ブレスド：海賊王
- ラッセル・トーヴィー：アルビノ・パイレーツ (イギリス盤)
- アントン・イェルチン：アルビノ・パイレーツ (アメリカ公開)
- ブレンダン・グリーソン：痛風の海賊
- アシュリー・ジェンセン：驚くほど曲線美の海賊
- ベン・ホワイトヘッド：夕日と子猫が好きな海賊 (イギリス盤)
- アル・ローカー：夕日と子猫が好きな海賊 (アメリカ公開)
- デヴィッド・シュナイダー：スカーレット・モーガン

## 評価
レビュー・アグリゲーターのRotten Tomatoesでは154件のレビューで支持率は86%、平均点は7.30/10となった。Metacriticでは31件のレビューを基に加重平均値が73/100となった。